# Marchia Miśnieńska

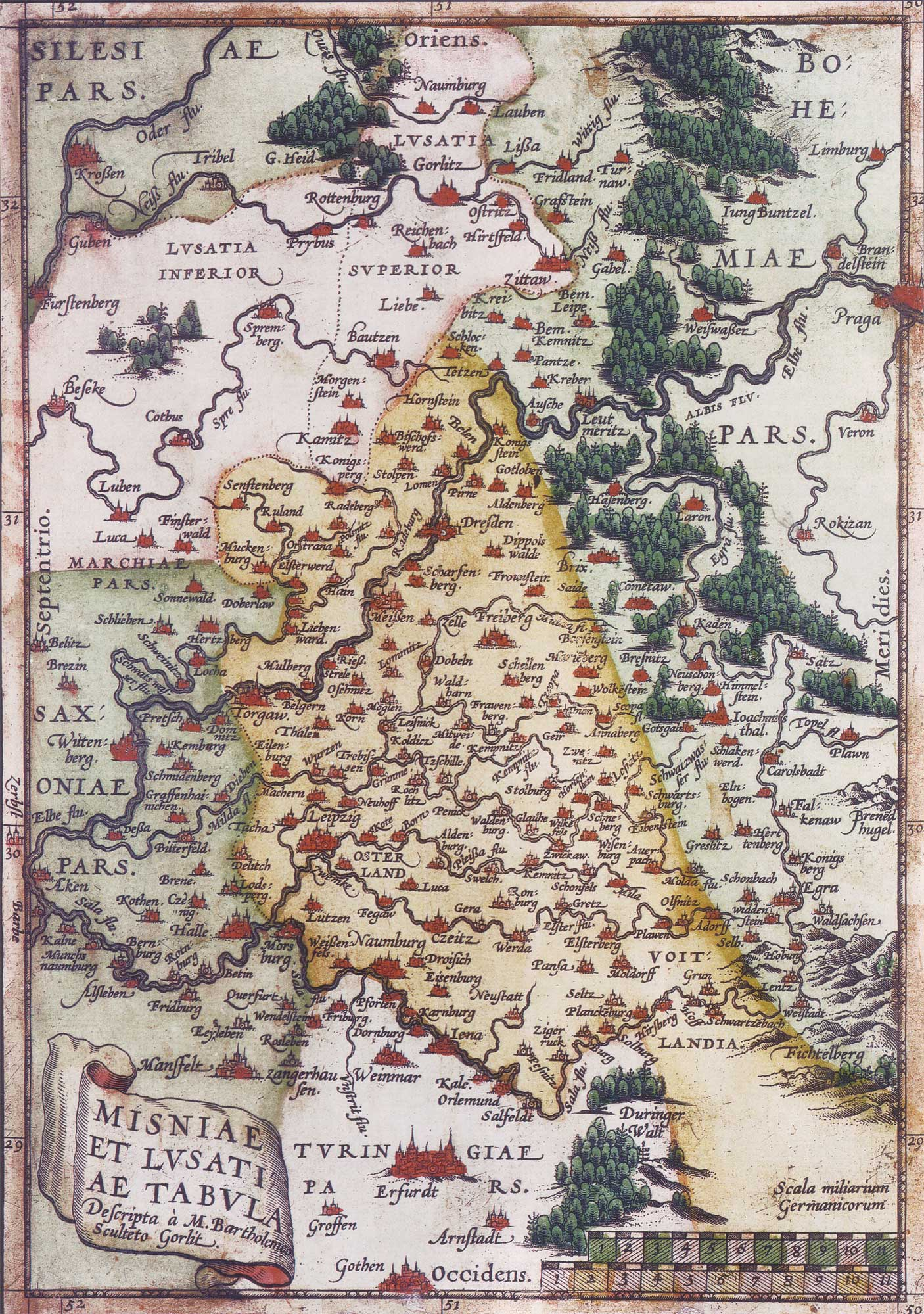
Mapa Łużyc i Marchii Miśnieńskiej wykonanej przez Bartłomieja Scultetusa

Marchia Miśnieńska (niem. Markgrafschaft Meißen) – marchia założona przez cesarza Ottona I na ziemiach Serbów Połabskich w 966 roku w wyniku podziału Marchii Wschodniej. W 968 jej stolicą została Miśnia, gdzie znajdowała się też siedziba diecezji miśnieńskiej.
Od 1089 r. we władaniu dynastii Wettynów, a od 1423 elektorów saskich.